# Tom Hammonds
Pour les articles homonymes, voir Hammonds.
Tom Hammonds, né le 27 mars 1967 à Fort Walton Beach en Floride, est un ancien joueur américain de basket-ball évoluant au poste d'ailier fort.

## Carrière
À sa sortie du Georgia Institute of Technology en 1989, Tom Hammonds est sélectionné par les Bullets de Washington au 9e rang de la draft 1989. Il dispute 12 saisons en NBA pour les Bullets, les Hornets de Charlotte, les Nuggets de Denver et les Timberwolves du Minnesota, pour une moyenne de 5,3 points par match en carrière. Il met un terme à sa carrière de joueur en 2001.
Il s'est reconverti dans les courses de dragster, possédant sa propre écurie en NHRA.

## Palmarès
- Champion du monde 1986